# 星點石斑魚
星點石斑魚，為輻鰭魚綱鱸形目鱸亞目鮨科的其中一種，分布於印度西太平洋區，包括模里西斯、莫三比克、南非、留尼旺、菲律賓、澳洲、新愛爾蘭、新喀里多尼亞、斐濟、東加等海域，棲息深度50-300公尺，體長可達150公分，棲息在深水珊瑚礁，為底棲性魚類，屬肉食性，可做為食用魚。

## 擴展閱讀
維基物種上的相關：星點石斑魚